# Sebastian Mannström
Sebastian Mannström (25 de abril de 1983) é um futebolista finlandês  que atua como atacante pelo HJK.
Mannstrom começou a carreira no FF Jaro em 2007 e transferiu-se para o HJK no inicio de 2011.